# Thomas Bérard
 Thomas Bérard  (o  Bérault  o  Béraud ) és el vintè gran mestre de l'Orde del Temple. Es dubta sobre el seu origen. Per uns era italià i per a altres anglès.
Va succeir el 1256 al gran mestre Renaud de Vichiers. Va exercir les seves altes funcions en les més tristes circumstàncies, successivament hipotecat en les querelles del seu ordre amb la dels Hospitalaris, i sent testimoni dels progressos del sultà mameluc Baibars, que, a poc a poc, va obligar els cristians de Palestina a tancar després dels murs de Sant Joan d'Acre, el darrer baluard del Regne de Jerusalem.
El gran mestre Thomas Bérard va morir a 1273.